# Georgi Kostadinov
Georgi Georgiev Kostadinov (in bulgaro Георги Георгиев Костадинов?; Burgas, 7 settembre 1990) è un calciatore bulgaro, centrocampista del Levski Sofia e della nazionale bulgara.

## Carriera

### Club
Ha giocato nel campionato bulgaro dall'inizio della propria carriera al 2017, anno in cui si è trasferito agli israeliani del Maccabi Haifa.

### Nazionale
Ha giocato nella nazionale bulgara Under-21.
Ha esordito con la maglia della nazionale maggiore nel 2016.

## Statistiche

### Cronologia presenze e reti in nazionale
| Cronologia completa delle presenze e delle reti in nazionale ― Bulgaria | Cronologia completa delle presenze e delle reti in nazionale ― Bulgaria | Cronologia completa delle presenze e delle reti in nazionale ― Bulgaria | Cronologia completa delle presenze e delle reti in nazionale ― Bulgaria | Cronologia completa delle presenze e delle reti in nazionale ― Bulgaria | Cronologia completa delle presenze e delle reti in nazionale ― Bulgaria | Cronologia completa delle presenze e delle reti in nazionale ― Bulgaria | Cronologia completa delle presenze e delle reti in nazionale ― Bulgaria |
| Data                                                                    | Città                                                                   | In casa                                                                 | Risultato                                                               | Ospiti                                                                  | Competizione                                                            | Reti                                                                    | Note                                                                    |
| ----------------------------------------------------------------------- | ----------------------------------------------------------------------- | ----------------------------------------------------------------------- | ----------------------------------------------------------------------- | ----------------------------------------------------------------------- | ----------------------------------------------------------------------- | ----------------------------------------------------------------------- | ----------------------------------------------------------------------- |
| 7-10-2016                                                               | Saint-Denis                                                             | Francia                                                                 | 4 – 1                                                                   | Bulgaria                                                                | Qual. Mondiali 2018                                                     | -                                                                       |                                                                         |
| 12-10-2016                                                              | Solna                                                                   | Svezia                                                                  | 3 – 0                                                                   | Bulgaria                                                                | Qual. Mondiali 2018                                                     | -                                                                       | 53’                                                                     |
| 25-3-2017                                                               | Sofia                                                                   | Bulgaria                                                                | 2 – 0                                                                   | Paesi Bassi                                                             | Qual. Mondiali 2018                                                     | -                                                                       |                                                                         |
| 9-6-2017                                                                | Barysaŭ                                                                 | Bielorussia                                                             | 2 – 1                                                                   | Bulgaria                                                                | Qual. Mondiali 2018                                                     | 1                                                                       |                                                                         |
| 31-8-2017                                                               | Sofia                                                                   | Bulgaria                                                                | 3 – 2                                                                   | Svezia                                                                  | Qual. Mondiali 2018                                                     | 1                                                                       | 15’                                                                     |
| 3-9-2017                                                                | Amsterdam                                                               | Paesi Bassi                                                             | 3 – 1                                                                   | Bulgaria                                                                | Qual. Mondiali 2018                                                     | 1                                                                       |                                                                         |
| 7-10-2017                                                               | Sofia                                                                   | Bulgaria                                                                | 0 – 1                                                                   | Francia                                                                 | Qual. Mondiali 2018                                                     | -                                                                       | 67’                                                                     |
| 13-11-2017                                                              | Lisbona                                                                 | Bulgaria                                                                | 1 – 0                                                                   | Arabia Saudita                                                          | Amichevole                                                              | -                                                                       |                                                                         |
| 23-3-2018                                                               | Sofia                                                                   | Bulgaria                                                                | 0 – 1                                                                   | Bosnia ed Erzegovina                                                    | Amichevole                                                              | -                                                                       |                                                                         |
| 26-3-2018                                                               | Felcsút                                                                 | Bulgaria                                                                | 2 – 1                                                                   | Kazakistan                                                              | Amichevole                                                              | -                                                                       |                                                                         |
| 6-9-2018                                                                | Lubiana                                                                 | Slovenia                                                                | 1 – 2                                                                   | Bulgaria                                                                | UEFA Nations League 2018-2019 - 1º turno                                | -                                                                       |                                                                         |
| 9-9-2018                                                                | Sofia                                                                   | Bulgaria                                                                | 1 – 0                                                                   | Norvegia                                                                | UEFA Nations League 2018-2019 - 1º turno                                | -                                                                       |                                                                         |
| 13-10-2018                                                              | Sofia                                                                   | Bulgaria                                                                | 2 – 0                                                                   | Cipro                                                                   | UEFA Nations League 2018-2019 - 1º turno                                | -                                                                       | 79’                                                                     |
| 16-10-2018                                                              | Oslo                                                                    | Norvegia                                                                | 1 – 0                                                                   | Bulgaria                                                                | UEFA Nations League 2018-2019 - 1º turno                                | -                                                                       | 78’                                                                     |
| 16-11-2018                                                              | Nicosia                                                                 | Cipro                                                                   | 1 – 1                                                                   | Bulgaria                                                                | UEFA Nations League 2018-2019 - 1º turno                                | -                                                                       |                                                                         |
| 19-11-2018                                                              | Sofia                                                                   | Bulgaria                                                                | 1 – 1                                                                   | Slovenia                                                                | UEFA Nations League 2018-2019 - 1º turno                                | -                                                                       |                                                                         |
| 22-3-2019                                                               | Sofia                                                                   | Bulgaria                                                                | 1 – 1                                                                   | Montenegro                                                              | Qual. Euro 2020                                                         | -                                                                       |                                                                         |
| 25-3-2019                                                               | Pristina                                                                | Kosovo                                                                  | 1 – 1                                                                   | Bulgaria                                                                | Qual. Euro 2020                                                         | -                                                                       | 80’                                                                     |
| 10-6-2019                                                               | Sofia                                                                   | Bulgaria                                                                | 2 – 3                                                                   | Kosovo                                                                  | Qual. Euro 2020                                                         | -                                                                       | 86’                                                                     |
| 11-10-2019                                                              | Podgorica                                                               | Montenegro                                                              | 0 – 0                                                                   | Bulgaria                                                                | Qual. Euro 2020                                                         | -                                                                       | 63’                                                                     |
| 14-10-2019                                                              | Sofia                                                                   | Bulgaria                                                                | 0 – 6                                                                   | Inghilterra                                                             | Qual. Euro 2020                                                         | -                                                                       |                                                                         |
| 14-11-2019                                                              | Sofia                                                                   | Bulgaria                                                                | 0 – 1                                                                   | Paraguay                                                                | Amichevole                                                              | -                                                                       | 28’ 80’                                                                 |
| 17-11-2019                                                              | Sofia                                                                   | Bulgaria                                                                | 1 – 0                                                                   | Rep. Ceca                                                               | Qual. Euro 2020                                                         | -                                                                       | 50’                                                                     |
| 3-9-2020                                                                | Sofia                                                                   | Bulgaria                                                                | 1 – 1                                                                   | Irlanda                                                                 | UEFA Nations League 2020-2021 - 1º turno                                | -                                                                       |                                                                         |
| 6-9-2020                                                                | Cardiff                                                                 | Galles                                                                  | 1 – 0                                                                   | Bulgaria                                                                | UEFA Nations League 2020-2021 - 1º turno                                | -                                                                       | cap. 43’                                                                |
| 25-3-2021                                                               | Sofia                                                                   | Bulgaria                                                                | 1 – 3                                                                   | Svizzera                                                                | Qual. Mondiali 2022                                                     | -                                                                       | cap.                                                                    |
| 28-3-2021                                                               | Sofia                                                                   | Bulgaria                                                                | 0 – 2                                                                   | Italia                                                                  | Qual. Mondiali 2022                                                     | -                                                                       | cap. 63’                                                                |
| 31-3-2021                                                               | Belfast                                                                 | Irlanda del Nord                                                        | 0 – 0                                                                   | Bulgaria                                                                | Qual. Mondiali 2022                                                     | -                                                                       | cap. 44’                                                                |
| 2-9-2021                                                                | Firenze                                                                 | Italia                                                                  | 1 – 1                                                                   | Bulgaria                                                                | Qual. Mondiali 2022                                                     | -                                                                       | cap.                                                                    |
| 5-9-2021                                                                | Sofia                                                                   | Bulgaria                                                                | 1 – 0                                                                   | Lituania                                                                | Qual. Mondiali 2022                                                     | -                                                                       | cap. 58’                                                                |
| 8-9-2021                                                                | Sofia                                                                   | Bulgaria                                                                | 4 – 1                                                                   | Georgia                                                                 | Amichevole                                                              | -                                                                       | 74’                                                                     |
| 11-11-2021                                                              | Odessa                                                                  | Ucraina                                                                 | 1 – 1                                                                   | Bulgaria                                                                | Amichevole                                                              | -                                                                       | 70’                                                                     |
| 15-11-2021                                                              | Lucerna                                                                 | Svizzera                                                                | 4 – 0                                                                   | Bulgaria                                                                | Qual. Mondiali 2022                                                     | -                                                                       | cap.                                                                    |
| 26-3-2022                                                               | Al Rayyan                                                               | Qatar                                                                   | 2 – 1                                                                   | Bulgaria                                                                | Amichevole                                                              | -                                                                       | 82’                                                                     |
| 29-3-2022                                                               | Al Rayyan                                                               | Croazia                                                                 | 2 – 1                                                                   | Bulgaria                                                                | Amichevole                                                              | -                                                                       | 60’                                                                     |
| 2-6-2022                                                                | Sofia                                                                   | Bulgaria                                                                | 1 – 1                                                                   | Macedonia del Nord                                                      | UEFA Nations League 2022-2023 - 1º turno                                | -                                                                       | 59’                                                                     |
| 12-6-2022                                                               | Tbilisi                                                                 | Georgia                                                                 | 0 – 0                                                                   | Bulgaria                                                                | UEFA Nations League 2022-2023 - 1º turno                                | -                                                                       | 74’                                                                     |
| 22-3-2024                                                               | Baku                                                                    | Tanzania                                                                | 0 – 1                                                                   | Bulgaria                                                                | Amichevole                                                              | -                                                                       | 74’                                                                     |
| 25-3-2024                                                               | Baku                                                                    | Azerbaigian                                                             | 1 – 1                                                                   | Bulgaria                                                                | Amichevole                                                              | -                                                                       | 86’                                                                     |
| 4-6-2024                                                                | Bucarest                                                                | Romania                                                                 | 0 – 0                                                                   | Bulgaria                                                                | Amichevole                                                              | -                                                                       |                                                                         |
| 8-6-2024                                                                | Lubiana                                                                 | Slovenia                                                                | 1 – 1                                                                   | Bulgaria                                                                | Amichevole                                                              | -                                                                       | 61’                                                                     |
| 12-10-2024                                                              | Plovdiv                                                                 | Bulgaria                                                                | 0 – 0                                                                   | Lussemburgo                                                             | UEFA Nations League 2024-2025 - 1º turno                                | -                                                                       | 64’ 83’                                                                 |
| 15-10-2024                                                              | Belfast                                                                 | Irlanda del Nord                                                        | 5 – 0                                                                   | Bulgaria                                                                | UEFA Nations League 2024-2025 - 1º turno                                | -                                                                       |                                                                         |
| Totale                                                                  |                                                                         | Presenze                                                                | 43                                                                      |                                                                         | Reti                                                                    | 3                                                                       |                                                                         |

## Palmarès

### Club

#### Competizioni nazionali
- Campionato bulgaro: 2

Ludogorec: 2011-2012, 2012-2013
- Coppa di Bulgaria: 1

Ludogorec: 2011-2012
- Supercoppa di Bulgaria: 1

Ludogorec: 2012
- Campionato cipriota: 1

APOEL: 2023-2024
- Supercoppa di Cipro: 1

APOEL: 2024